# Henri Gervex

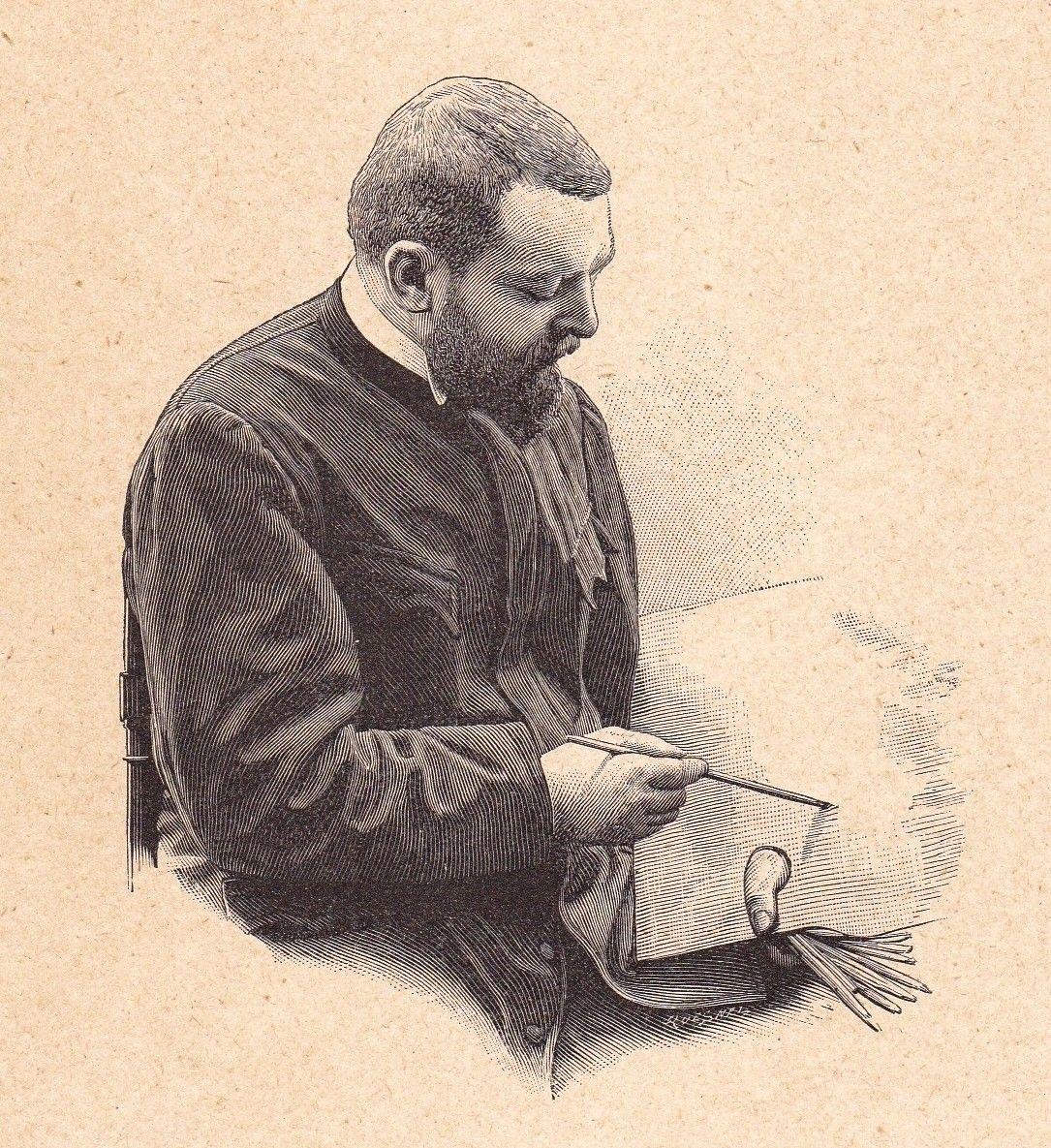
Henri Gervex

Henri Gervex, född 10 september 1852 i Montmartre, död 7 juni 1929 i Paris, var en fransk målare och lärare vid Académie Julian. 
Gervex var lärjunge till bland andra Alexandre Cabanel och debuterade med mytologiska tavlor (Satyr lekande med backantinna, 1874, Musée du Luxembourg), målade sedan åtskilligt i samma riktning och även naket (bland annat Den maskerade kvinnan, 1886). Han hade då huvudsakligen övergått till den moderna genren. L'autopsie à l'Hotel Dieu (1875, museet i Limoges) var den första av de hospitalscener, som en tid framåt blev på modet inom måleriet. Den följdes 1876 av Nattvardsgång i S:t Trinité (museet i Dijon), så följde Rollas sista ögonblick (1878, efter Alfred de Mussets dikt; tävlan blev för ämnets skull utesluten från världsutställningen 1878 i Paris). 
För ett mairie i Paris målade han efter tävlan de tre väggbilderna Borgerlig vigsel, Kanalen i la Vilette och Välgörenhetsbyrå (1881-83). Sedan skildrade han Omröstning inom salongens jury (1885, Musée du Luxembourg), utförde en ny sjukhustavla Doktor Péan föreläser i Saint-Louis, målade i samarbete med belgaren Alfred Stevens det figurrika panoramat Histoire du siècle (1889) och ensam Musiken, plafond i Hôtel de ville, vidare Tsar Nikolaus II:s kröning i Moskva (1900), Presidenten Carnot utdelar prisen på världsutställningen 1889 (en jättestor och illustrationsmässig duk, i Versailles), bilder från kapplöpningar, från pariskaféer: Hos Paquin klockan 5 (1906). Han målade även förtjänstfulla porträtt och porträttgrupper, också landskap.
Bland Gervex svenska lärjungar märks Prins Eugen, Fredrik af Ekström och Ida Törnström.

## Galleri

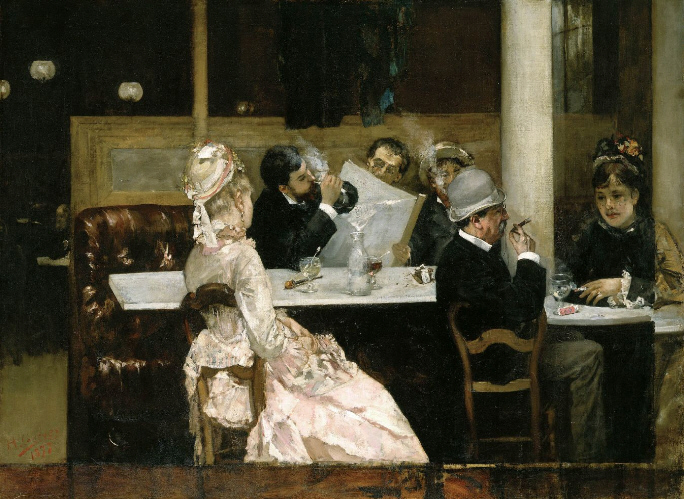
Scène de café à Paris (1877)
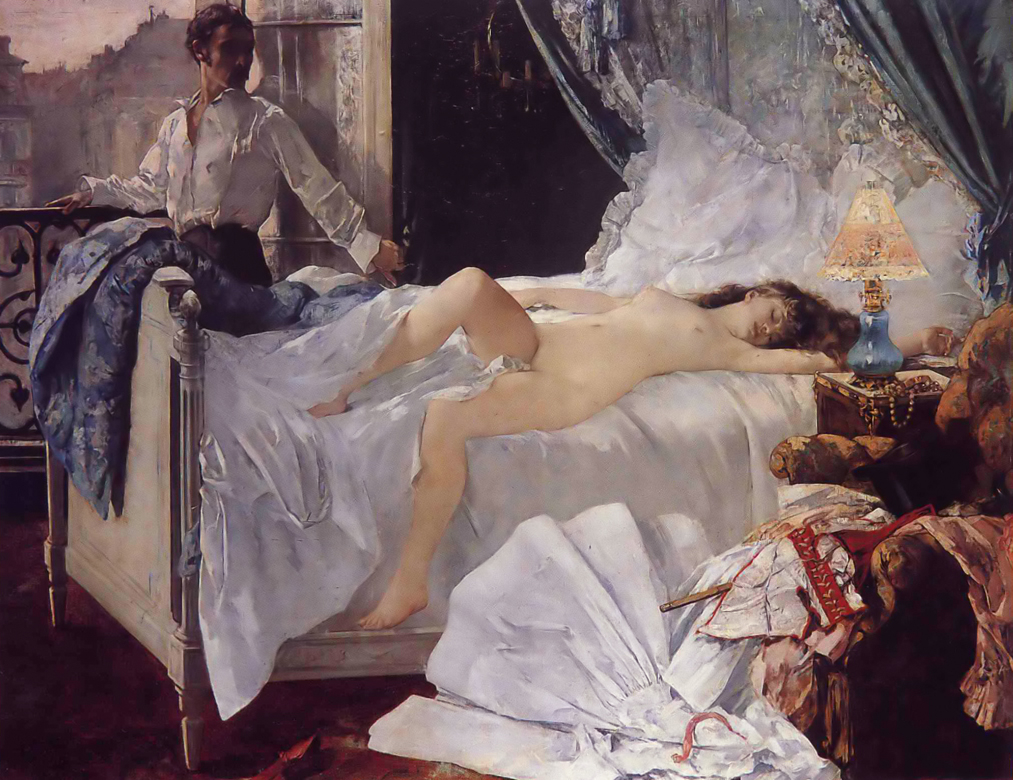
Rolla (1878)
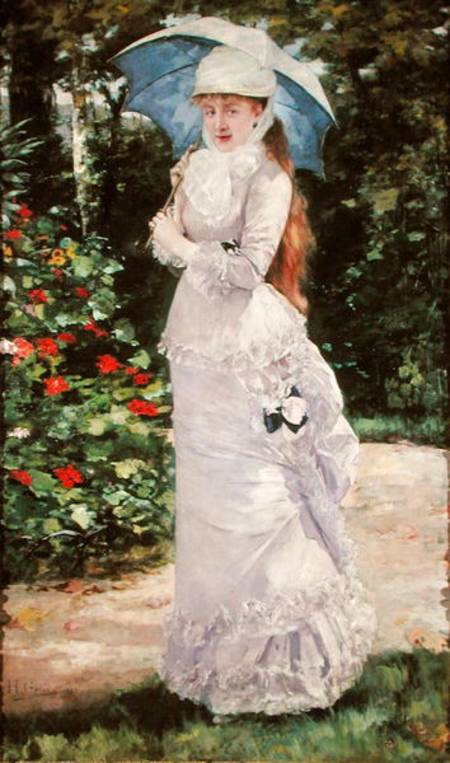
Mlle Valtesse de la Bigne (1879)